# Hurmuzachi (Adelsgeschlecht)

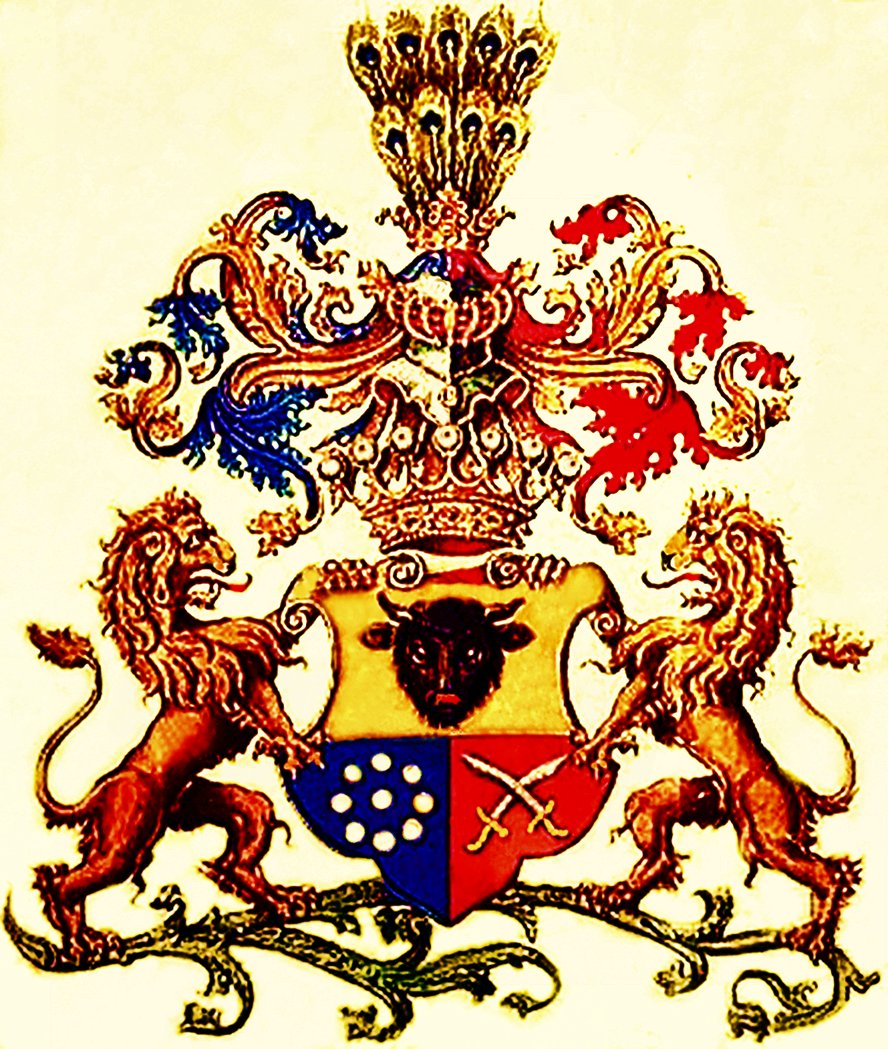
Wappen der Freiherren von Hormuzachi

Hurmuzachi (auch: Hurmuzaki, Hurmuzache, griechisch Χουρμουζάκης) ist eine rumänische Adelsfamilie aus der Bukowina griechischer Herkunft. Während des 17. bis 19. Jahrhunderts war ihr Stammsitz Gut Cernăuca (heute: Tschorniwka, Ukraine). 1872 wurde Eudoxius von Hormuzaki in den österreichischen Freiherrenstand erhoben. 

## Geschichte

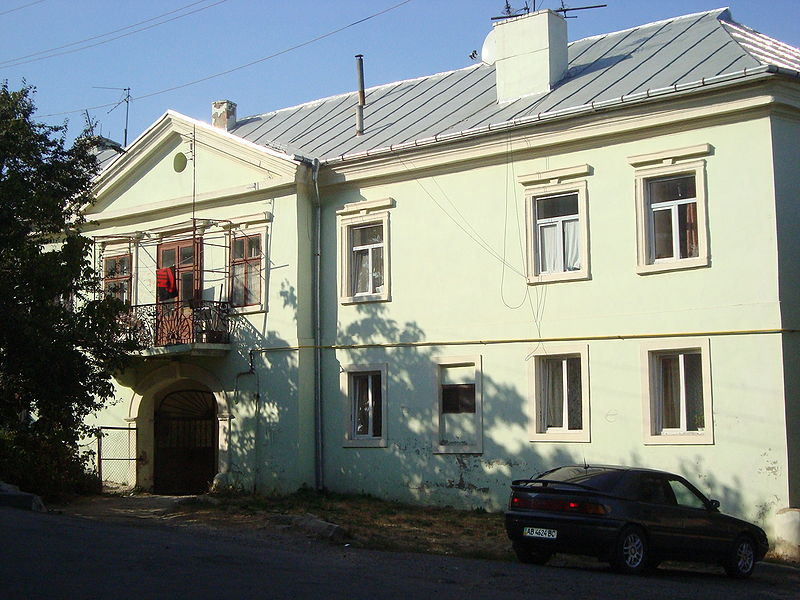
Palais Hurmuzachi-Logothetti, Zankovetskaya Straße Ecke mit Hauptstraße in Czernowitz

Die Familie, die im 16. Jahrhundert aus Chios in die Moldau einwanderte, gehörte zum griechisch-phanariotischen Adel. Im Jahr 1636 wurde ein Hurmuzaki wegen seiner Verdienste für den herrschaftlichen Rat vom Fürsten der Moldau mit dem Gut Cernăuca beschenkt. Unter der Regierung des Fürsten Nicolaos Mavrocordatos war Emanuel von Hurmuzachi Oberstallmeister und Diwansmitglied. Die prominentesten Familienmitglieder waren die Hurmuzachi-Brüder. Ihr Vater war Doxaki (Doxachi, Doxache, Doxaki) Hurmuzaki († 1857). Er war Sohn des Medelnikers Constantin Hurmuzachi und Roksana († 12. August 1818). Doxaki erwarb Gut Cernăuca zurück, nachdem die Dokumente über die Besitzverhältnisse verloren gegangen waren. Er ließ ein Herrenhaus mit Park und eine Kirche erbauen. Doxaki heiratete Iuliana Murguleț († 1858), Tochter eines rumänischen Bojaren. Das Ehepaar hatte 12 Kinder, von denen 7 überlebten. Bereits 1818 hatte die Familie um die Verleihung des Grafenstandes gebeten, was jedoch abgelehnt wurde. Auch seine Bitte um die Erhebung in den Freiherrenstand wurde negativ beschieden. Die Familie führte fortan widerrechtlich den Rittertitel in der Bukowina.

## Bekannte Mitglieder
- Constantin (1811–1869)[6]
- Eudoxius (1812–1874), Politiker, Historiker und Schriftsteller
- Gheorghe (1817–1882)
- Alexander (1823–1871)[6]
- Nicolae (1826–1909)

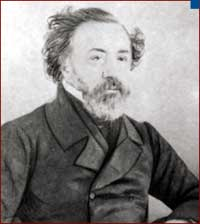
Constantin Hurmuzachi
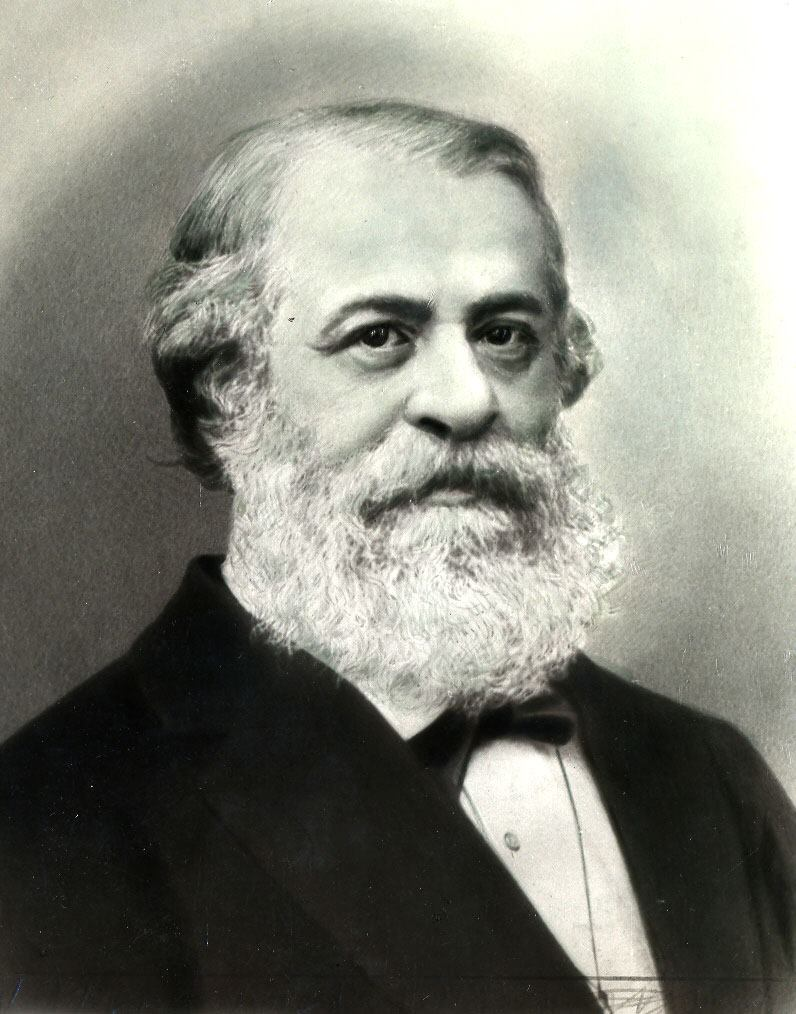
Eudoxius Hurmuzachi
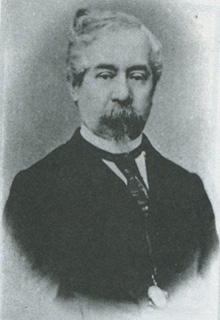
Gheorghe Hurmuzachi
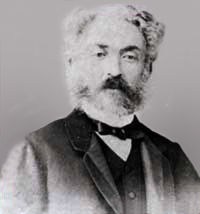
Alexander Hurmuzachi